# Zearaja maugeana
Zearaja maugeana is een vissensoort uit de familie van de Rajidae. De wetenschappelijke naam van de soort is voor het eerst geldig gepubliceerd in 2007 door Last & Gledhill.